# Lebensweg Waldviertel
Der Lebensweg ist ein rund 260 km langer Weitwanderweg im südlichen Waldviertel. Er führt durch 23 Gemeinden und 3 politische Bezirke in Niederösterreich.

## Verlauf
Der Lebensweg ist eine Verbindung von zwei bestehenden Weitwanderwegen, dem Ysper-Weitental-Rundwanderweg Nr. 22 und dem Kremstalweg Nr. 625.
Dem Wanderer wird die Möglichkeit geboten, die Stationen des menschlichen Lebens in 13 Etappen (in rund 14 Tagen) zu durchwandern.
Der Weg führt durch 23 Gemeinden in 3 Bezirken, und zwar: die Münichreith-Laimbach, Hofamt Priel, Nöchling, St. Oswald, Yspertal, Dorfstetten, Bärnkopf, Gutenbrunn, Martinsberg, Kirchschlag, Kottes-Purk, Albrechtsberg, Lichtenau, Sallingberg, Ottenschlag, Bad Traunstein, Pöggstall, Raxendorf, Weiten, Leiben, Artstetten-Pöbring und Maria Taferl retour nach Münichreith-Laimbach.
Im Jahr 2021 wurde die Gemeinde Maria Laach Teil der Lebensweg-Region. In Zeining (Etappe 11) können die Wanderer die Alternativroute Naturpark Jauerling über den Jauerling wandern.
Der Verlauf spiegelt eine Achterschleife wider, die wiederum die Unendlichkeit des Lebens symbolisieren soll.

## Etappen
Die 13 Lebensabschnitte des Weges bieten dem Wanderer, das eigene Leben von der Geburt bis ins hohe Alter bewusst zu reflektieren.
| Nr. | von            | bis                 | Länge (km) | Steigung (hm) | Gefälle (hm) | Bezeichnung                                                         |
| --- | -------------- | ------------------- | ---------- | ------------- | ------------ | ------------------------------------------------------------------- |
| 01  | Laimbach       | Nöchling            | 26,2       | 1.112         | 1.105        | Liebe der Eltern – Zeugung                                          |
| 02  | Nöchling       | Yspertal            | 17,2       | .0669         | .0701        | Schwangerschaft und Geburt – Grenzüberschreitung/der erste Übergang |
| 03  | Ysper          | Dorfstetten         | 18,4       | .0644         | .0414        | 0–6 Jahre – die ersten Jahre                                        |
| 04  | Dorfstetten    | Gutenbrunn          | 24         | .0595         | .0461        | 6–14 Jahre – Lernen                                                 |
| 05  | Gutenbrunn     | Kirchschlag         | 20,4       | .0320         | .0364        | Pubertät – 20 Jahre – die „wilden Jahre“                            |
| 06  | Kirchschlag    | Els                 | 16,5       | .0320         | .0490        | 30 Jahre – Lebensaufbau                                             |
| 07  | Els            | Sallingberg         | 28,2       | .0887         | .0788        | 40 Jahre – Integration/sesshaft werden                              |
| 08  | Sallingberg    | Bad Traunstein      | 16,9       | .0353         | .0192        | 40–50 Jahre – Bewusstwerdung/Zweifel                                |
| 09  | Bad Traunstein | Martinsberg         | 15,4       | .0216         | .0305        | 50–60 Jahre – Ernte/die neue Freiheit                               |
| 10  | Martinsberg    | Raxendorf           | 25,8       | .0728         | 1.024        | 60–75 Jahre – Gesundheit/Körperlichkeit/Ruhe-Stand?                 |
| 11  | Raxendorf      | Leiben              | 21,2       | .0629         | .0872        | 75–99 Jahre – Weisheit/Frieden                                      |
| 11a | Zeining        | Nonnersdorfer Kreuz | 16,5       | .0526         | .0316        | Alternativroute Naturpark Jauerling                                 |
| 12  | Leiben         | Maria Taferl        | 14,2       | .0390         | .0235        | Tod und danach – Grenzüberschreitung/der zweite Übergang            |
| 13  | Maria Taferl   | Laimbach            | 16,4       | .0455         | .0370        | Ursprung – Großeltern und Ahnen                                     |

## Markierung

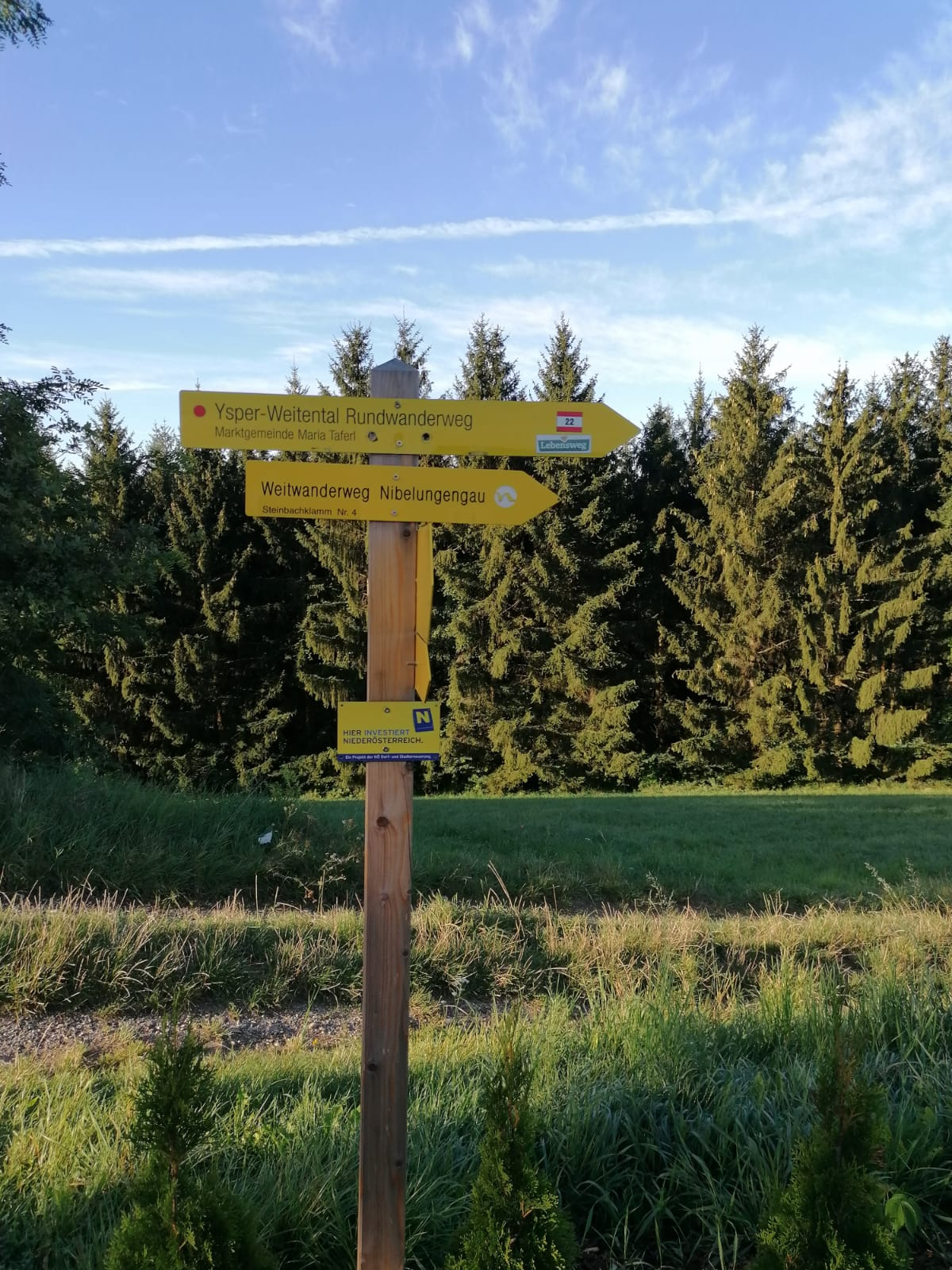
Wegmarkierung entlang der Etappe 12 am Lebensweg

Die Markierungen der bestehenden Wege, dem Ysper-Weitental-Rundwanderweg Nr. 22 und dem Kremstalweg Nr. 625, wurden mit einem „Lebensweg“-Sticker ergänzt. Dieser Sticker zeigt das Lebensweg-Logo.

## Herzpunkte
Herzpunkte sind besonders erlebenswerte Orte und sind mit dem Lebensweg-Herzpunkten am Weg markiert.

### Etappe 1 – Liebe der Eltern – Zeugung
- Der Riesenfisch im Ostrong
- Peilstein – Gipfel
- Rotes Kreuz: „Rot“ ist hier von doppelter Bedeutung: Einerseits bezieht es sich auf den Siedlungsnamen „Rotte“, andererseits wurden so manche Holzkreuze mit einem Anstrich aus Stierblut behandelt. Das Holz wurde damit haltbar gemacht. Für die Herstellung der beliebten, weil billigen, rot-braunen Holzschutzfarbe rechnete man auf 100 Liter Blut bzw. 30 Liter Serum, das nach einigen Tagen abgeschöpft wurde, 25 kg Sumpfkalk, ein wenig Eisenoxid und Leinöl. Als Nebeneffekt sollte das Blut Dämonen fernhalten – ob das funktioniert hat, ist unbekannt …

### Etappe 2 – Schwangerschaft und Geburt – Grenzüberschreitung / der erste Übergang
- Nochilingastein: Das einstige Gut „Nochilinga“, die Region zwischen Großer Ysper und dem Sarmingbach, umfasst heute vier Gemeinden Niederösterreichs und kleine Teile Oberösterreichs. Der Stein erinnert an 1.000 Jahre Geschichte.
- Kräuterschau- und Naschgarten: Das Frauenheilkräuterbeet entstand hier an der 2. Etappe des Lebensweges im Kräuter- und Naschgarten St. Oswald. Es wurde mit Heilkräutern angesetzt, die besonders bei Schwangerschaft und Geburt helfen. Einfach durchschmöckern, neue Kräuter oder Blumen kennenlernen und am Herzbankerl die Aussicht und die Ruhe genießen. Mit dem Leitspruch „Dem Herzen auf der Spur“ kommt man hier voll auf seine Kosten und begleitet die Lebenswegwanderer bis zum Herzstein, wo symbolisch die Geburt stattfindet.
- Loseneggerklamm: Die kleine, feine Klamm in St. Oswald
- Hauptmann Mayer-Ruhe
- Das Steinerne Kornmandl
- Herzstein
- Pfarrkirche Ysper – Zum Hl. Laurenz

### Etappe 3 – 0 – 6 Jahre – die ersten Jahre
- Eiche beim Waldteich: Die Eiche „Fürst der Wälder“, ein heiliger Baum der Germanen, gilt als Symbol von Kraft und Stärke und ist ein Sinnbild für Standfestigkeit, Tugend und Wahrheit. Eichen können sehr groß und sehr alt werden, ihr Holz ist äußerst hart und enorm beständig.
- Annabild

### Etappe 4 - 6 – 14 Jahre – Lernen
- Pfaffenstegteich: Im Jahr 1723 in Erinnerung an den Pfarrer Laurenz Benedikt Pfaffenrieder aus Dorfstetten angelegt. Im Ort heißt das Gewässer allerdings „Brandstetterteich“, nach der langjährigen Pächterfamilie – „Pfaff“ sagt(e) man nämlich nicht!
- Schlesingerteich: Der Teich wurde vor rund 200 Jahren zum Zweck der Holzschwemme angelegt und liegt ca. 500 m südlich von Bärnkopf. Die idyllische Lage und die hervorragende Wasserqualität machen den Teich für ambitionierte Fischer attraktiv. In den Sommermonaten lockt er auch zahlreiche Badegäste an.
- Ruine Weinsberg: Die Burg auf dem Weinsberg, erstmals verzeichnet im Jahr 1299, war einst die höchstgelegene Festung in Niederösterreich.
- Hanslteich: Die meisten Teiche wurden angelegt, um die Weitentalschwemme mit der nötigen Wassermenge zu versorgen. Unter dem Edlen von Fürnberg wurde mit dem Holz der Region ein Viertel des Brennholzbedarfs der Stadt Wien gedeckt.
- Inhalatorium Gutenbrunn

### Etappe 5 - Pubertät – 20 Jahre – die "wilden Jahren"
- Riesenherz Lebensweg
- Ursprung der Kleinen Krems – Zufluchtsort Quelle der Kleinen Krems

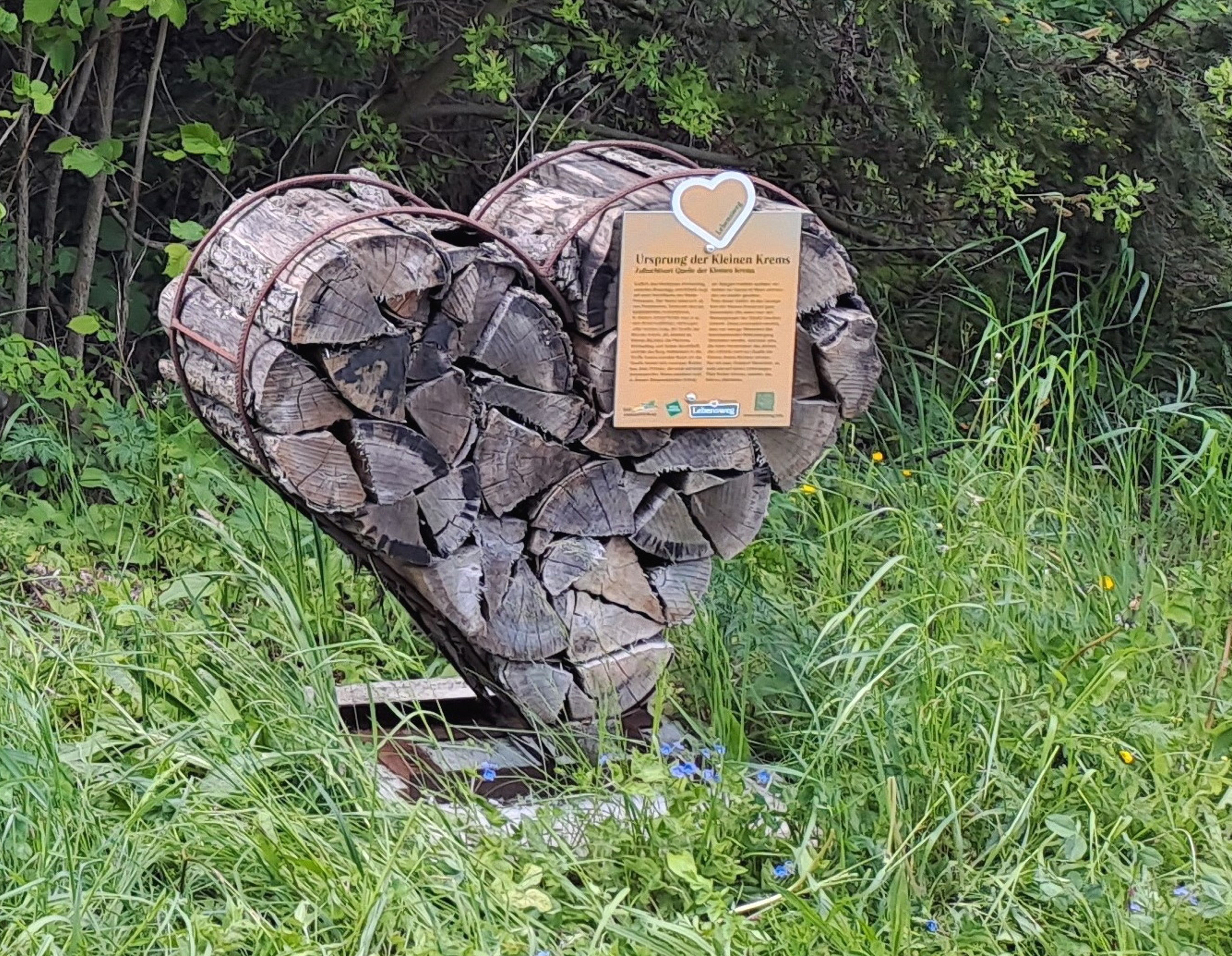
Herzpunkt Erklärungstafel "Ursprung der Kleinen Krems"

- Hubertuskapelle Kirchschlag

### Etappe 6 - 21 – 30 Jahre – Lebensaufbau
- Der Metzen – Das Wahrzeichen der Gemeinde: ein Metzen, ein historisches Messgefäß und zugleich Maßeinheit für Getreide, aus 1540. Er ist rau aus Granit gearbeitet und hat die Form eines Kelches.
- Wachauer Marmor: Hart, wie der Wachauer Marmor, ist der Lebensaufbau. Facettenreich, wie die Färbung des Steines, sind die Jahre. Michelangelo sagte: „Der David steckte von Anfang an in dem Marmorblock. Ich habe nur entfernt, was nicht dazu gehörte!“ Auf einem schmalen Band wird dieser prächtige Stein abgebaut und verarbeitet.

### Etappe 7 - 30 – 40 Jahre – Integration / sesshaft werden
- Zwickl: „Am Zwickl“ nennen die Einheimischen den Ort, wo sich die Kleine und Große Krems treffen und zur Krems werden: eine unvergleichbare Flusslandschaft mit hohen Tannen, schattigen Ufern und wild zerklüfteten Felswänden.
- Denkstein: Zu Ehren von Pfarrer Hans Denk (1941–2019). Der langjährige Pfarrer von Albrechtsberg, ein Weinkenner, der seinesgleichen suchte, hatte unter der Bezeichnung „Die Nase Gottes“ Berühmtheit erlangt. Die von ihm ins Leben gerufenen „denk“-würdigen Wein-Wallfahrten sind Legende … Wie Wein und Priesterwürde zusammenpassen? „Das Leben nicht genießen ist Missachtung der Schöpfung“, war sein Lebensmotto – was ihm auch die Kabarettisten bestätigten, die er als Gastprediger in die Kirche einlud.
- Pfarrkirche Großreinprechts
- Teufelsstein: Auf dem großen Stein kurz nach Grafemühle, welcher etwa 10 m vom Weg entfernt, rechts im Wald liegt, hinterließ der Teufel seinen Hufabdruck. Der Teufel spielte im Waldviertler Volksglauben eine große Rolle. Seine Fußabdrücke hinterließ der Teufel wutschnaubend, wenn er zurück zur Hölle fuhr und den Ort für einige Zeit verschonen musste.

### Etappe 8 - 40 – 50 Jahre – Bewusstwerdung / Zweifel
- Hörtingersäge: 1625 wurde die Hörtingermühle erstmals urkundlich erwähnt. Der letzte Besitzer, Alois Hörtinger, war ein echter Schelm. So gab er einmal eine Annonce auf: Sägewerkbesitzer sucht Frau. Schnell meldeten sich interessierte, reiche Damen, fuhren mit dem Mercedes vor und waren enttäuscht vom kleinen, baufälligen Anwesen. Oder: Im Wehrbach gab es sehr viele Forellen. Auf Anfrage ließ Alois H. gerne den Wehrbach aus und verschenkte oder verkaufte ausgezeichneten Fisch. (Überlieferung: Josef Kolm)
- Mohngarten
- Eisenbahnbrücke beim Weyrerteich

### Etappe 9 - 50 – 60 Jahre – Ernte / die neue Freiheit
- Wohnzimmer im Freien: Dieses Platzerl ist im Rahmen des Regionspartnerprogrammes der Landesausstellung 2017 in Pöggstall entstanden … lädt ein zum Platz nehmen, innehalten, Kraft tanken, ausruhen und sich orientieren. Dieser Lebensabschnitt ist oft auch ein Kreuzungspunkt (Wendepunkt), wo man Altes loslässt und Neues entsteht, neue Chancen und Möglichkeiten bieten sich.
- Der Wiegenstein – Die Gottesmutter beim Wiegenstein: Es war einmal … als die Gottesmutter Maria noch auf Erden weilte, da kam sie auf ihrer Wanderung auch in unsere Gegend. Es war ein heißer Tag, und das Jesuskind war auf ihrer Hand bereits eingeschlafen. Sie legte das Kind mitten im Wald auf einen großen Steinblock, der oben einen weichen Moospolster hatte – sehr behutsam, damit es nicht aufwachte – setzte sich daneben in den Schatten, und es dauert nicht lange, da war Maria auch eingeschlafen. Es kamen Engel vom Himmel und fingen ganz sachte an, den riesigen Stein zu wiegen und ein Schlummerlied zu singen. Nach längerer Zeit erwachte die Gottesmutter neu gestärkt und wanderte mit ihrem Kind glücklich und zufrieden weiter. So kam der „Wiegenstein“ zu seinem Namen. Auf der Oberseite lässt sich noch heute die muldenförmige Vertiefung, in der das göttliche Kind geschlafen haben soll, sehen.
- Franzosenstein: Es gibt in Bad Traunstein zwei Wackelsteine. Einer davon ist der imposante Franzosenstein am Ortsrand, der allerdings nicht mehr wackelt, seit die napoleonischen Soldaten (um 1810) sich alle Mühe gaben, den Stein zu kippen – was ihnen im Übrigen nicht gelang.
- Ursprung der Großen Krems – Ausgangspunkt des Kremstalweges

### Etappe 10 - 60 – 75 Jahre – Gesundheit / Körperlichkeit / Ruhe-Stand?
- Mildner Gedenkkreuz: Kaltenberg im Böhmischen Riesengebirge, einem Zentrum der Glaskunst, geboren. Die Familie zog aus wirtschaftlichen Gründen nach Gutenbrunn, wo Mildner nach seinen Lehr- und Wanderjahren ab 1784 sesshaft wurde. Er perfektionierte ein Verfahren der Glasdekoration: die Zwischengold-Medaillongläser. Mildner starb 1808 im 43. Lebensjahr an einer Lungenerkrankung und wurde in Martinsberg bestattet. Seine Arbeiten sind weltweit in Glassammlungen vertreten. Drei Gläser sind im nur 3 Kilometer entfernten Museum „Truckerhaus“ in Gutenbrunn ausgestellt.
- Schlossteich Pöggstall: Das Schloss Pöggstall wurde im 13. Jahrhundert als Wasserburg erbaut. Im 15. und 16. Jahrhundert unter dem einflussreichen Geschlecht der Rogendorfer spielte das Schloss eine gewichtige politische und kulturelle Rolle. In dem Teich wurde das Wasser für den Burggraben gespeichert, welches bei bevorstehenden Angriffen in die Gräben zur Verteidigung der Burganlage geleitet wurde.
- Aussichtsplattform Braunegg
- Kreuzriedel: An diesem Aussichtspunkt knüpft der Kaiserhöhlenweg an, der an die freien Bauern von Raxendorf erinnert. Spätes Mittelalter: Als Anerkennung für die geleistete Hilfe nach einer verlorenen Schlacht erhielten die Raxendorfer Bauern eine Sonderstellung. Niedergeschrieben wurden die Rechte der Freibauern im Jahre 1263 und sie hielten über 600 Jahre, bis zu den Reformen von Josef II. Als „steinerner Zeuge“ existiert heute die sogenannte „Kaiserhöhle“ in der Nähe von Afterbach, die am Kaiserhöhlenweg zu erwandern ist.

### Etappe 11 – 75 – 99 Jahre – Weisheit / Frieden
- Nonnersdorfer Kreuz
- Dr. Jörg Mauthe-Milleniums-Sonnenuhr: Im Gedenken an Dr. Jörg Mauthe, Publizist und Schriftsteller, am Prangerplatz errichtet. Mauthe verbrachte seine letzten Lebensjahre auf der Mollenburg und war sehr um die Region bemüht. So ermutigte er bereits in den 1970er Jahren die Menschen, ihre Produkte in Wien auf Bauernmärkten zu verkaufen. Im Bewusstsein seines nahen Todes schrieb er die Autobiografie „Demnächst“, in der auch die Mollenburg und die Gemeinde Weiten Niederschlag gefunden haben.
- Mutterkirche der Region: Imposante, Domähnliche Wehrkirche. Reste des romanischen Gebäudes von 1050 sind an der Westseite noch zu sehen. Weiters ist ein Wehrtor von 1473 erhalten. Der Glockenturm wurde aus bautechnischen Gründen abseits errichtet. Von den drei Glocken stammt die größte aus dem 14. Jahrhundert.
- Spielerkreuz: Vor der Errichtung der Landesstraße stand das Kreuz direkt am uralten Fahrweg von Seiterndorf nach Weiten. Die Sage erzählt: An einem Heiligen Abend saßen hier zwei Männer und spielten Karten. In ihrem Eifer vergaßen sie ganz in die Mitternachtsmette nach Weiten zu gehen. Da gesellte sich ein später Wanderer zu ihnen und sie spielten nun zu dritt. Plötzlich entdeckte ein Spieler den Pferdefuß des späten Gastes, es war der Teufel höchstpersönlich. Als sich dieser entdeckt sah, öffnete sich die Erde und die Spieler waren nie mehr gesehen.

#### Etappe 11 – Alternativroute "Naturpark Jauerling"
- Wallfahrtskirche Maria Laach am Jauerling

### Etappe 12 - Tod und danach – Grenzüberschreitung / der zweite Übergang
- Aussichtsplattform am Henzing
- Holzglockenturm in Losau: Der Glockenturm wurde das erste Mal 1130 erwähnt und gehörte zur Herrschaft Leiben. 1868 wurde die erste Glocke angeschafft und seitdem besteht er. Bis zu den 70 Jahren stand dieser auf einem Hügel etwas abseits und war unten verschlossen. Nach der Straßensanierung wurde er in der jetzigen Form erneuert und an diesem Standplatz aufgestellt. Im Frühjahr 2002 wurde der Glockenturm durch die Dorfgemeinschaft Losau bis auf den Dachstuhl komplett erneuert und am 9. Mai bei der Maiandacht eingeweiht. Dieser Glockenturm ist mit zwei Glocken ausgestattet. Er kann händisch und elektrisch bedient werden. Die Glocken läuten dreimal täglich.
- Alte Steinbrücke „Römerbrücke“: Steinbogenbrücke, genannt Römerbrücke, Richtung Weitenegg. Ein besonderes Highlight ist das wildromantische Schwarzatal, wo sich 3 solcher sogenannten Römerbrücken der ehemaligen Führenbergschen Poststraße befinden.
- Schloss Artstetten – Gruft: Die letzte Ruhestätte von Erzherzog Franz Ferdinand und Familie

### Etappe 13 - Ursprung – Großeltern und Ahnen
- Basilika Maria Taferl
- Aussichtswarte am Kollnitzberg